# Матаре

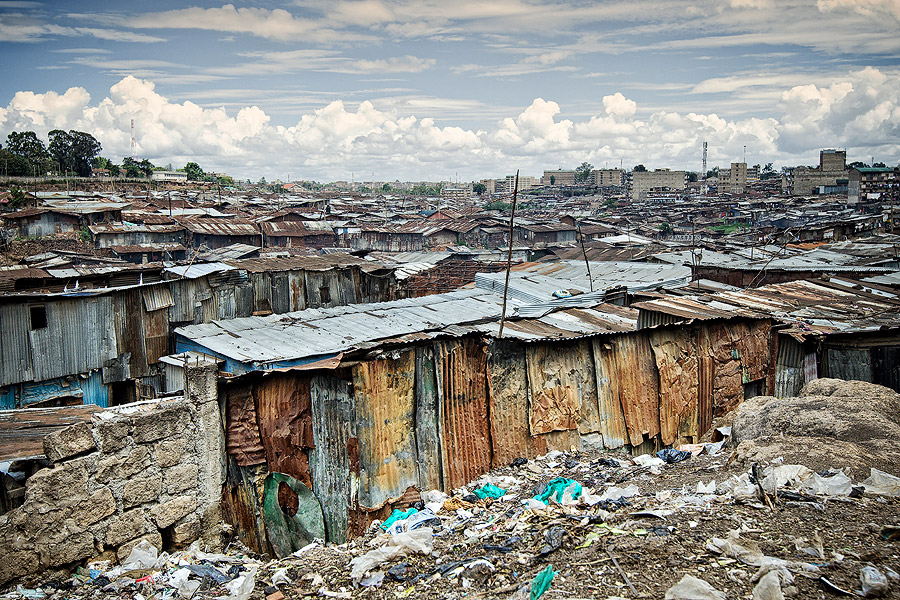
Нерухомість Долини Матаре

Матаре — це трущоби у Найробі, Кенія, населення яких становить приблизно 500 000 чоловік; Населення лише долини Матаре, найстарішої з трущоб, які складають Матаре, становить 180 000 чоловік. Матаре — це місце народження і діяльності футбольних команд Mathare United та Real Mathare MYSA .

## Банди в Матаре

У 2006 рік Матаре зазнали ушкодження в результаті зіткнень між протиборчими бандами талібів (не слід плутати з ісламістським тим же ім'ям), угрупованнями Лі і Mungiki та кікую. Пивовари нелегального алкогольного напою, chang'aa, попросили талібів про допомогу після того, як мунгіки намагалися підвищити податки на цей напій; з того часу бої між двома бандами призвели до спалення сотень будинків і щонайменше 10 загиблих. Поліція увійшла в трущобу 7 листопада 2006 року, а через день — підрозділ загальної служби. Однак багато жителів, які втекли, так і бояться повернутися.
5 червня 2007 року угруповання Mungiki знищило двох поліцейських у Матаре; тієї ж ночі поліція помстилася, убивши 22 людини і затримавши близько 100 осіб.
Після суперечливих президентських виборів, які відбулися 27 грудня 2007 року, банди молоді Кікую та Лоо вступили у жорстокі бої та спалили понад 100 будинків.

## Дивіться додатково
- Родрігес-Торрес, Дейсі. «Державна влада та політика міського модернізації в Істлендсі: приклад» Проекту модернізації трущоб Mathare 4A ". В: Чартон-Бігот, Елен та Дейсі Родрігес-Торрес (редактори). Найробі сьогодні: Парадокс роздробленого міста . Африканський книжковий колектив, 2010. с. 61-96. ISBN 9987080936 , 9789987080939. Джерело видання є англійський переклад, опубліковані Mkuki па НІЗТ Publishers Ltd.  [Архівовано 29 грудня 2019 у Wayback Machine.] з Дар — ес — Салам, Танзанія спільно з Французьким інститутом досліджень в Африці (IFRA)  [Архівовано 13 березня 2020 у Wayback Machine.] Книга була вперше опублікована французькою мовою в Найробі сучасник: Les paradoxes d'une ville fragmentée, Karthala Editions (Hommes et sociétés, ISSN 0993-4294). Стаття на французькій версії: «Les pouvoirs publics et les politques de reenovation urbaine aa Eastlands». Приклад "" Проект модернізації трущоб Mathare 4A "", с. 101—146.
- Де Ламе, Даніель. «Сірий Найробі: Ескізи міських соціальних». В: Чартон-Бігот, Елен та Дейсі Родрігес-Торрес (редактори). Найробі сьогодні: Парадокс роздробленого міста . Африканський книжковий колектив, 2010. с. 167—214. Стаття французької версії: « Gris Nairobi: Esquisses de sociabilités urbaines [Архівовано 22 квітня 2017 у Wayback Machine.] .» p. 221—284. ISBN 2845867875 ISBN   2845867875, 9782845867871.
  - Включає розділ про Матаре під назвою «Матаре: Долина крові та сліз», с. 205—209 (Французькою мовою: «Mathare: vallée de sang et de larmes», стор. 272—277).
- "Долина Матаре. Тематичне дослідження неконтрольованого врегулювання в Найробі ". Університет Найробі, відділ досліджень і розробок житла. GITEC Consult (1995).
- «Звіт про техніко-економічне обґрунтування програми розвитку Mathare 4A.» Міністерство?
- Повернення, Ендрю. « Тематичне дослідження з модернізації трущоб: Матей 4A Найробі» . Вересень 2007 року.